# Kuntanakoppalu, Nagamangala
Kuntanakoppalu là một làng thuộc tehsil Nagamangala, huyện Mandya, bang Karnataka, Ấn Độ.